# Política da Albânia

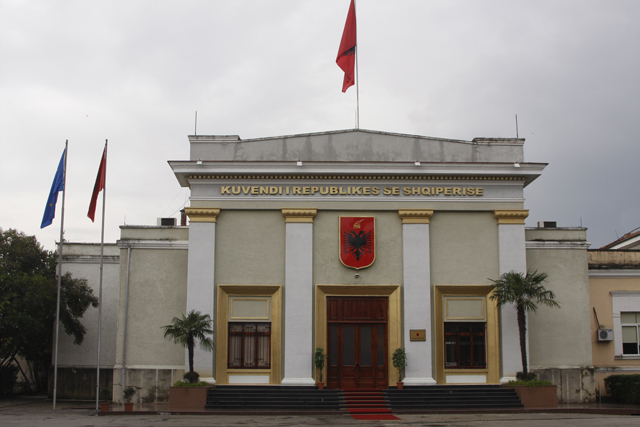
Parlamento da Albânia.

Na Albânia, o chefe de estado é o presidente, que é eleito pelo Kuvendi Popullor, ou Assembleia do Povo. A maior parte dos 155 membros da Assembleia do Povo é eleita pelos albaneses em eleições realizadas de cinco anos em cinco anos. O presidente é ajudado por um conselho de ministros, nomeados pelo próprio.
| Membros do Governo da Albânia |           |
| Presidente                    | Ilir Meta |
| Primeiro Ministro             | Edi Rama  |